# Food & Liquor II: The Great American Rap Album Pt. 1
Food & Liquor II: The Great American Rap Album Pt. 1 je čtvrté studiové album amerického rappera Lupe Fiasca. Album bylo nahráno u Atlantic Records a vydáno 25. září 2012.

## O Albu
Název alba byl zveřejněn již roku 2009, kdy mělo být také vydáno, ale později byla dána přednost více mainstreamovému zvuku, který se nachází na albu Lasers vydaném roku 2011. Roku 2010 zveřejnil "street singl" nazvaný "Go To Sleep", ten nakonec skončil jako bonusová píseň na deluxe verzi alba. Původně mělo být album vydáno jako dvoj-album, ale vedení Atlantic Records bylo proti, proto bylo rozděleno na dvě části. Druhá má být vydána na jaře 2013.
Obal alba tvoří čistě černá barva bez vzoru. Lupe Fiasco si tím chtěl dokázat, jak daleko může u Atlantic zajít.
Po obsahové stránce jsou texty řazeny do subžánru politický hip hop, který se zabývá společenskými problémy a aktuální politikou.

## Singly
Prvním singlem byla píseň "Around My Way (Freedom Ain't Free)" vydaná v květnu 2012. Ten debutoval na 76. příčce žebříčku Billboard Hot 100.
Druhým singlem byla, v rádiích neúspěšná, píseň "Bitch Bad", v které kritizuje používání slova "Bitch", jako prostředku k znevažování žen.
Třetí singl "Lamborghini Angels" se umístil na 92. příčce US hitparády.
Čtvrtým singlem byla píseň "Battle Scars", kterou vytvořil společně s australským zpěvákem Guyem Sebastianem. Ta v USA dosáhla 73. příčky, ale v Austrálii obsadila příčku nejvyšší a stala se tam také 3x platinovou.

## Po vydání
V první týden prodeje v USA se prodalo 89 000 kusů, a tím album obsadilo 5. příčku v žebříčku Billboard 200. Celkem se prodalo okolo 128 000 kusů.

## Seznam skladeb
| Pořadí | Název                                 | Hudba                           | Délka |
| ------ | ------------------------------------- | ------------------------------- | ----- |
| 1.     | Ayesha Says (Intro)                   |                                 | 1:56  |
| 2.     | Strange Fruition (ft. Casey Benjamin) | Soundtrakk                      | 3:41  |
| 3.     | ITAL (Roses)                          | 1500 or Nothin'                 | 4:24  |
| 4.     | Around My Way (Freedom Ain't Free)    | Simonsayz, B Sides              | 4:17  |
| 5.     | Audubon Ballroom                      | Fatimes & Bullit                | 4:40  |
| 6.     | Bitch Bad                             | The Audibles, Jason Boyd        | 4:49  |
| 7.     | Lamborghini Angels                    | Mr. Inkredible                  | 3:22  |
| 8.     | Put Em Up                             | 1500 or Nothin', Julian Bunetta | 3:56  |
| 9.     | Heart Donor (ft. Poo Bear)            | The Runners, Jason Boyd         | 4:00  |
| 10.    | How Dare You (ft. Bilal)              | Severe                          | 4:09  |
| 11.    | Battle Scars (ft. Guy Sebastian)      | Pro-Jay, Guy Sebastian          | 4:10  |
| 12.    | Brave Heart (ft. Poo Bear)            | The Runners, Boyd               | 3:25  |
| 13.    | Form Follows Function                 | Infamous                        | 4:22  |
| 14.    | Cold War (ft. Jane $$$)               | 1500 or Nothin'                 | 6:27  |
| 15.    | Unforgivable Youth (ft. Jason Evigan) | King David                      | 4:56  |
| 16.    | Hood Now (Outro)                      | 1500 or Nothin'                 | 6:21  |

## Samply
- "Strange Fruition" obsahuje části písně "Where Do I Begin (Love Story)" od Percy Faith & Orchestr.
- "Around My Way (Freedom Ain't Free)" obsahuje části písní "Today" od Jefferson Airplane a "They Reminisce Over You (T.R.O.Y.)" od Pete Rock & CL Smooth.
- "Lamborghini Angels" obsahuje části písně "Angels (Remix)" od Lupe Fiasco.